# Anthony R. Ierardi

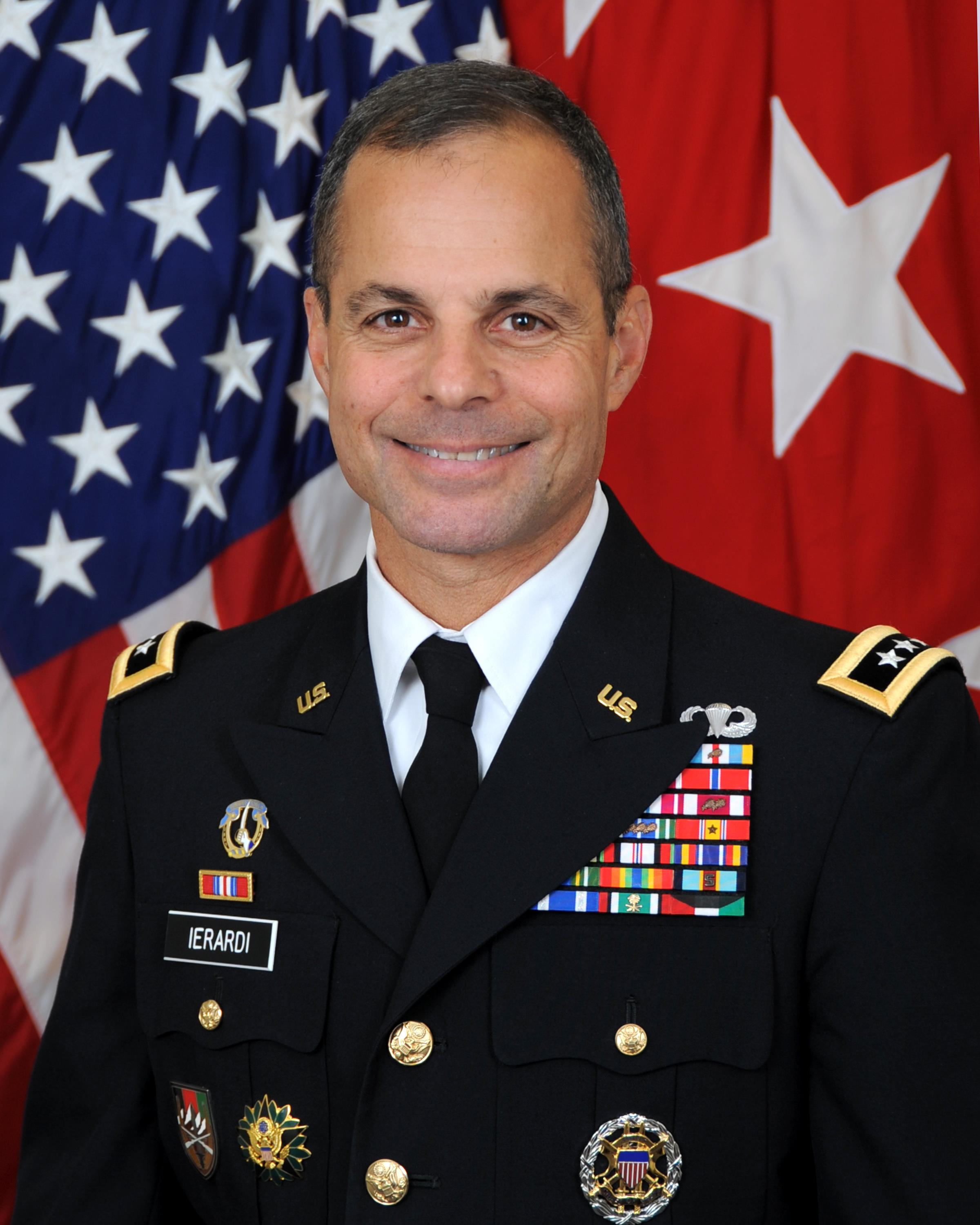
Anthony R. Ierardi (2015)

Anthony Robert Ierardi (* 13. November 1960) ist ein pensionierter Generalleutnant der United States Army. Er war unter anderem Kommandeur der 1. Kavalleriedivision.
Über das ROTC-Programm der Washington and Lee University gelangte er im Jahr 1982 in das Offizierskorps des US-Heeres. In der Armee durchlief er anschließend alle Offiziersränge vom Leutnant bis zum Drei-Sterne-General.
Im Lauf seiner militärischen Karriere absolvierte Ieradi verschiedene Kurse und Schulungen. Dazu gehörten unter anderem das Command and General Staff College und das Naval War College. Außerdem erhielt er einen akademischen Grad von der George Washington University. Er absolvierte zudem das mexikanische Militärcollege Escuela Superior de Guerra in Mexiko-Stadt.
In seinen jüngeren Jahren tat er den für Offiziere in den niederen Rangstufen üblichen Dienst in verschiedenen Einheiten und Standorten. Er kommandierte militärische Einheiten auf fast allen Ebenen bis zum Divisionskommandeur. Zu Beginn seiner Laufbahn war er unter anderem in Bamberg stationiert. Im weiteren Verlauf nahm er mit dem 2. Kavallerieregiment am Zweiten Golfkrieg teil.
In den folgenden Jahren schlossen sich verschiedene Aufgaben sowohl als Truppenkommandeur als auch als Stabsoffizier an. Unter anderem war er in Südkorea Kommandeur einer Brigade der 2. Infanteriedivision und er kommandierte die Joint Task Force North in Fort Bliss in Texas. In Afghanistan war er Stabsoffizier im dortigen Hauptquartier. Zu seinen Aufgaben als Stabsoffizier zählten auch Tätigkeiten im Heeresministerium.
Im Jahr 2010 wurde Ieradi zum Generalmajor befördert. Zwischen Juni 2012 und März 2014 kommandierte er die in Fort Hood, dem heutigen Fort Cavazos, ansässige 1. Kavalleriedivision. Dabei war er für einige Zeit auch kommissarischer Kommandeur dieses Militärstützpunktes. Nach dem Ende seiner Zeit als Divisionskommandeur wurde er, inzwischen als Generalleutnant, Leiter der Stabsabteilung G8 im Heeresministerium (Deputy Chief of Staff G-8 Programs of The United States Army). Dieses Amt bekleidete er zwischen Dezember 2014 und August 2015. Daran schloss sich eine Versetzung zum Stab der Joint Chiefs of Staff an, wo er bis zum Jahr 2019 als Director for Force Structure, Resources, and Assessment eine Abteilung der Stabsabteilung J8 leitete. Danach schied er aus dem aktiven Militärdienst aus.
Seit seiner Pensionierung arbeitet Anthony Ieradi bei einigen Organisationen als Berater vor allem für militärische Belange.

## Orden und Auszeichnungen
Anthony Ieradi erhielt im Lauf seiner militärischen Laufbahn unter anderem folgende Auszeichnungen:
- Defense Superior Service Medal
- Army Distinguished Service Medal
- Legion of Merit
- Bronze Star Medal
- Army Commendation Medal
- Defense Meritorious Service Medal
- Meritorious Service Medal
- Army Achievement Medal